# Atletiekclub Bree
Atletiekclub Bree (AC Bree) is een Belgische atletiekclub uit Bree, aangesloten bij de VAL.

## Geschiedenis
Op 23 september 1962 werd AC Bree opgericht. De eerste activiteiten vonden plaats op een terrein naast het voetbalveld van Bree SK. Langzaam nam het ledenaantal toe. De club is voornamelijk actief in Bree en heeft onderafdelingen in Oudsbergen en Bocholt.

## Wedstrijden
Sinds 1964 organiseert AC Bree jaarlijks de Sinterklaasveldloop, die deel uitmaakt van het Limburgs Crosscriterium. Deze wordt georganiseerd in sportpark Boneput.
Hiernaast organiseert de club ook verschillende pistemeetings, waaronder een meeting uit het jeugdcriterium OLimPiC.

## Bekende (ex-)atleten
- Erik Nys
- Sandra Stals